# Сергей Снегов
Сергей Александрович Козерюк, по-късно Сергей Иосифович Щайн, повече известен с псевдонима Сергей Снегов, роден на 5 август 1910 г. в Одеса, починал на 23 февруари 1994 г. в Калининград, е руски съветски писател фантаст и популяризатор на науката.

## Биография
Баща му А. И. Козерюк, болшевик-нелегален, заместник-началник на ЧК в Ростов на Дон през 1920-те г., напуска семейството и майка му Зинаида Сергеевна се омъжва за журналиста Йосиф Щайн от Одеса.
Снегов завършва Одеския химико-физико-математически институт. В началото на 1930-те г. със специална заповед на народния комисар по образованието на Украйна, продължавайки да учи, е назначен на длъжност доцент в катедрата по философия. При проверка в неговите лекции откриват отклонение от ортодоксалния марксизъм.
През 1930-е години работи като инженер в Ленинград. Арестуван е през юни 1936 г., осъден е на 10 години наказание, освободен е през юли 1945 г., напълно е реабилитиран през 1955 г.
През 1956 г. отива със семейството си в Калининград, където живее до смъртта си.
Съпругата му е Галина Ленска. Има 2 деца: Евгений и Татяна.

## Литературна дейност
Сред най-известните произведения на Снегов е епическата трилогия „Хора като богове“, състояща се от частите „Галактическая разведка“ (1966), „Вторжение в Персей“ (1968), „Кольцо обратного времени“ (1977). Тя се смята за едно от най-мащабните и значителни произведения на съветската фантастика и за едно от произведенията от жанра Космическа опера. Трилогията е преведена и издадена в Германия (7 издания), Полша, Унгария и Япония.
В България произведения на Сергей Снегов са публикувани в Библиотека „Галактика“ през 1986 г.: сборник с разкази и повест „Скок над бездната“.
Между нефантастичните произведения на Снегов са повести за съветските ядрени физици, автобиографичните разкази и спомени за живота в лагера в Норилск.
В последния му фантастичен роман „Диктатор“, който излиза след смъртта на писателя, се отделя внимание на социално-политическите проблеми. Действието се развива на измислена планета, но се отгатват аналогии с Русия на 20 век.